# گولفرنتزو
گولفرنتزو (به ایتالیایی: Golferenzo) یک کومونه در ایتالیا است که در استان پاویا واقع شده‌است.

## خصوصیات
گولفرنتزو ۴٫۳ کیلومترمربع مساحت و ۲۳۹ نفر جمعیت دارد.